# Route nationale 210a
La route nationale 210A, ou RN 210A, était une route nationale française desservant Vence. Elle correspondait à l'ancienne plate-forme d'une voie ferrée et évitait ainsi les lacets de la route de Grasse (RN 210).
À la suite de la réforme de la 1972, la RN 210A a été déclassée en RD 2210A.